# Сула перуанська
Сула перуанська (Sula variegata) — вид морських птахів родини сулових (Sulidae).

## Поширення
Вид поширений вздовж тихоокеанського узбережжя Південної Америки від Пвнічного Перу до Центрального Чилі. Мандрівні птахи спостерігалися також в Еквадорі та Колумбії. За оцінками, загальна популяція виду становить щонайменше 1,2 млн птахів.

## Опис
Основне оперення коричневого кольору. Криючі крил білі. Голова та нижня частина тіла білі. Дзьоб сірий. Лицьова маска чорна. Лапи сірі.

## Спосіб життя
Морський птах. Живиться майже виключно рибою. Основу раціону складає анчоус перуанський (Engraulis ringens). За здобиччю пірнає з висоти 15-30 м, складаючи крила. Під водою перебуває до 15 секунд. Самиці, як правило, живляться більшою здобиччю і занурюються глибше. Розмножуються протягом усього року, проте основний сезон припадає на південний весняно-літній період (вересень-березень). Впродовж року може бути дві кладки за умови наявності їжі. Моногамні птахи, утворюють пари на все життя. Гніздяться колоніями на голих скелях. У кладці 2-3 блідо-синіх яйця. Насиджують обидва батьки почергово. Інкубауція триває 4-5 тижнів. Через 3 місяці пташенята стають самостійними.